# Johnstone
Johnstone  è una città della Scozia dell'area amministrativa del Renfrewshire.
Situata a cinque chilometri a ovest di Paisley e diciannove dal centro di Glasgow, la città ha una popolazione di circa 15 000 abitanti.
Vi sono nati il politico George Reid, lo scrittore Jack Whyte, il calciatore Jim Leighton ed il cuoco Gordon Ramsay.